# .tk
.tk es el dominio de nivel superior geográfico (ccTLD) para el archipiélago neozelandés de Tokelau.
Tokelau ofrece la mayoría de dominios .tk como gratuitos. Los dominios gratuitos están señalados a los servidores de Tokelau, los cuales ofrecen servicio de redireccionamiento web y de correo electrónico. El dominio está administrado por la compañía de comunicación del país Teletok y BV Dot TK, una compañía privada, cuya razón social es proporcionarle ingresos a la población del archipiélago mediante la venta de estos dominios. Constituye una exportación o ingreso no convencional del archipiélago de Tokelau, que es mayoritariamente un pueblo de pescadores con algo de producción de artesanías.
Para registrar un dominio, existen 5 vías posibles, la primera es un redireccionamiento web gratuito sin publicidad. El segundo consiste en registrar un dominio gratis, pero una vez registrado, se puede añadir un banner con publicidad a otros dominios .tk, a cambio de también incluir un enlace a la página. El tercero permite la posibilidad de modificar el DNS del dominio (puede ser en dominios de pago y gratuitos), para poder apuntar a un servicio de hospedaje privado. El cuarto consta de nombres ya registrados por DotTK, y que valen lo mismo que uno de la segunda opción, pero pueden tener más valor. Y el quinto consta de dominios ya registrados por DotTK, pero pertenecientes a importantes marcas de productos o servicios, los cuales aumenta considerablemente su valor.
Actualmente, .tk suele tener una amplia variedad de significados, por lo que es muy parecido al .com excepto en el número de dominios. También puede interpretarse como página web personal, o como comunicaciones.